# Jishaj

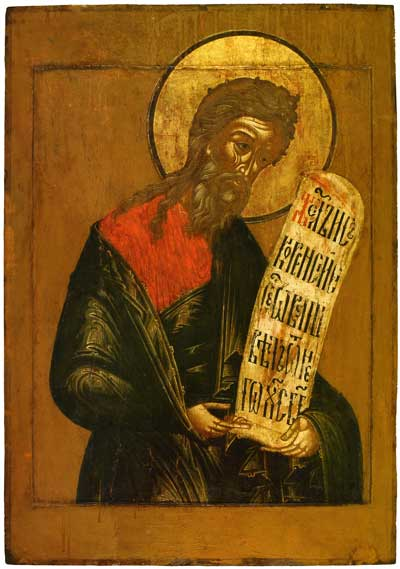
Jishaj avbildad på en rysk ikon.

Jishaj (även Isaj, Isai, Jesse) är i Gamla Testamentet far till kung David, son till Obed och sonson till Boas och Rut.
Jishaj bodde i Betlehem och hade åtta söner. En dag kom profeten Samuel och välsignade den yngste sonen David som ett förebud på att han skulle bli Israels konung.